# Arne Rousi
Arne Henrik Rousi, till 1942 Brusin, född 1 september 1931 i Jämsä, död 12 juli 2020 i Åbo, var en finländsk botaniker och universitetsrektor. Han var far till Martti Rousi.
Rousi avlade filosofie doktorsexamen 1958. Han var 1957–1960 assistent vid Åbo universitet, 1960–1966 specialforskare vid Trädgårdsforskningsinstitutet vid Lantbrukets forskningscentral, 1962–1966 docent i botanik vid Åbo universitet, 1963–1993 docent i tillämpad genetik vid Helsingfors universitet, 1966–1976 biträdande och 1976–1993 ordinarie professor i botanik vid Åbo universitet samt rektor där 1987–1993. År 1973 utnämndes han till ledamot av Finska Vetenskapsakademien.
Rousi tjänstgjorde 1960–1968 som sekreterare och 1972–1980 som vice ordförande för Societas genetica fennica, 1968–1972 som ordförande för Zoologiska och botaniska föreningen i Åbo och 1974–1976 som sekreterare i Nordiska genetiska föreningen. Han har också verkat inom musiklivet, bl.a. som ordförande i Musikaliska sällskapet i Åbo 1975–1995 och i styrelsen för Kuhmo kammarmusikfestival 1977–1985. Han har haft också talrika andra uppdrag inom kulturlivet, särskilt i Åbo. 
Rousi har publicerat talrika vetenskapliga och populära artiklar i växtcytologi, -genetik och -systematik, bl.a. om majsmörblommor, havtorn och om odlade växter. Han var tillsammans med Paavo Kallio huvudredaktör för uppslagsverket Kasvien maailma, som utgavs i fem band 1979–1981. Utgav 1997 ett populärt hållet verk om näringsväxter, Auringonkukasta viiniköynnökseen.

## Utmärkelser
- Kommendörstecknet av Finlands Vita Ros’ orden[3]

[Redigera Wikidata]

### Uppslagsverk
- Rousi, Arne i Uppslagsverket Finland (webbupplaga, 2012). CC-BY-SA 4.0